# Depot von Češov
Das Depot von Češov (auch Hortfund von Češov) ist ein Depotfund der frühbronzezeitlichen Aunjetitzer Kultur aus Češov im Královéhradecký kraj, Tschechien. Es datiert in die Zeit zwischen 2000 und 1800 v. Chr. Das Depot ist heute zwischen dem Regionalmuseum Jičín und dem Nationalmuseum in Prag aufgeteilt.

## Fundgeschichte
Das Depot wurde 1883 entdeckt. Die genauen Fundumstände sind unbekannt, es soll aber bei einer vorgeschichtlichen Siedlung gefunden worden sein, in der Nachbarschaft von Gruben, die Asche und Keramikscherben enthielten.

## Zusammensetzung
Das Depot besteht aus zwei bronzenen massiven Ovalringen. Der in Jičín befindliche Ring ist vollständig erhalten. Er weist auf einer Seite deutliche Abnutzungsspuren in Form von schalenförmig eingetieften Flächen auf. An den Enden weist er kleine Rillen auf. Besonders an der Innenseite ist die Gussnaht deutlich erkennbar. Der Ring wurde in einer zweischaligen Gussform hergestellt, deren Hälften sich beim Gießen wohl leicht verschoben hatten.
Von dem in Prag befindlichen Ring ist nur ein Bruchstück erhalten, das keine Verzierungen aufweist. Auch hier ist erkennbar, dass sich die beiden Gussformhälften leicht gegeneinander verschoben hatten. Eine chemische Analyse ergab, dass der Ring aus 82,56 % Kupfer, 16,02 % Antimon sowie geringen Anteilen von Eisen und Blei besteht.